# (60000) Miminko
(60000) Miminko, désignation provisoire (1999) TZ3, est un astéroïde de la ceinture principale.

## Description
(60000) Miminko  est un astéroïde de la ceinture principale découvert par Lenka Kotková à l'observatoire d'Ondřejov près d'Ondřejov en République Tchèque le 2 octobre 1999.
Il fut nommé d'après le mot tchèque « miminko », qui signifie l'« état d'innocence unique au début de la vie humaine ».